# Автоматизация ресторанов
Автоматизация ресторанов (предприятий общественного питания) — процесс внедрения программно-аппаратных комплексов автоматизации бизнес-процессов на предприятиях общественного питания (рестораны, кафе, столовые, фастфуд-заведения, бары, кейтеринговые компании).

## Описание
Сочетание «автоматизация ресторанов» сформировалось в устойчивый термин в среде русскоязычных рестораторов, поставщиков оборудования и ПО. В нём имеются сразу и обобщение, и наоборот узкая трактовка смысла составляющих слов. В данной статье под термином «ресторан» подразумевается обобщенное понятие: любое заведение общепита. При этом, под предприятием общественного питания может пониматься также сеть заведений.
«Автоматизация» в данном случае, напротив, трактуется ограниченно и не затрагивает непосредственно производственные процессы (приготовление пищи), а касается только информационной составляющей бизнеса — учёт, документооборот, продажи и другие процессы, связанные с обработкой данных.
В связи с тем, что в России, в Украине и в Казахстане ресторанный бизнес является одной из самых динамично развивающихся сфер частного предпринимательства, спрос на системы автоматизации предприятий общественного питания стабилен Автоматизация стала здесь стандартом, необходимым условием конкурентоспособности бизнеса. В настоящий момент в России и остальных странах СНГ количество автоматизированных ресторанов, кафе, фаст-фудов, корпоративных предприятий питания и их сетей исчисляется десятками тысяч, продолжая быстро расти.

### Задачи автоматизации
Основные задачи автоматизации ресторанов:
- Повышение прибыльности и снижение издержек предприятия;
- Контроль и оптимизация деятельности предприятия;
- Улучшение качества обслуживания посетителей;
- Предотвращение хищений и прочих злоупотреблений со стороны персонала;
- Увеличение производительности труда персонала;
- Поддержка маркетинговых мероприятий;
- Создание систем лояльности. Разнообразные системы скидок для постоянных клиентов;
- Анализ деятельности и планирование дальнейшего развития.

Необходимо отметить, что частично эти задачи пересекаются. Решение данных задач путём автоматизации ресторанного бизнеса является частным случаем применения АСУ и ERP. Однако в отличие от универсальных систем, ресторанные системы автоматизации, также, например, как системы для розничной торговли (Автоматизация торговли), являются узкоспециализированными.
Функционирование предприятия общественного питания является более сложным, чем функционирование магазина розничной торговли, так как в первом присутствует процесс изготовления продаваемого товара, а также его непосредственное потребление покупателем на месте.

### Автоматизируемые процессы
В общем случае в ресторанном бизнесе при помощи программно-аппаратных комплексов автоматизации подлежат следующие процессы:
1. Продажи — всё, что связано с обслуживанием посетителей: приём заказа, отправка его на кухню, формирование счёта (пречека), расчет с посетителями, выдача фискального чека. Сюда же входят разнообразные механизмы обслуживания постоянных клиентов, маркетинговые акции (скидки, бонусы и т. п.). Если автоматизируется бар, то процесс производства напитков также входит в число операций обслуживания.
2. Склад и логистика, бухгалтерский учёт. Автоматизируются складские операции — приход и расход продуктов, полуфабрикатов, инвентаризация. Списываются как ингредиенты для блюд при приготовлении заказов кухни и бара.
3. Управление и контроль деятельности предприятия. Управление персоналом (учет рабочего времени; сколько смен и часов, отработал сотрудник, сколько чеков выписал и на какую сумму, видеонаблюдение, мотивация сотрудников штрафами или премиями).
4. Программа лояльности для удержания клиентов и гостей.
5. Резервирование столиков, залов, планирование банкетов
6. Доставка — идентификация клиента, приём заказа, выбор точки приготовления, составление маршрута курьера, учёт использования транспортных средств.
7. Интеграции с другими системами автоматизации, например, системой автоматизации гостиницы, системой учёта персонала предприятия при автоматизации  столовой для сотрудников.

### Составляющие системы автоматизации ресторана
Обычно оборудование состоит из нескольких компонентов. Типичные компоненты:
1. Системный блок (ПК) с подключенным оборудованием:
  1. Монитор с тачскрином или программируемой клавиатурой
  2. Денежный ящик
  3. Терминал авторизации банковских карт - POS-терминал
  4. Чековый принтер или фискальный регистратор для печати чеков
  5. Весы
  6. Сканеры штрих-кодов, считыватели магнитных карт и т.п.
  7. Монитор для покупателя, отображающий состав заказа и рекламу
2. Сервер (может отсутствовать в случае облачных решений)
3. Серис-принтеры для поваров или специальные мониторы, отображающие заказы, которые необходимо готовить конкретному повару
4. Специальные мониторы, отображающие меню для гостей
5. Мониторы, отображающие статус заказа (готовится/готов)
6. Киоски, где гости сами могут оформить заказ
7. Планшеты или телефоны официантов со специальными приложениями для оформления заказа
8. Система видеонаблюдения за сотрудниками

## Состав и алгоритм работы
Часть программно-аппаратного комплекса, которая автоматизирует функции обслуживания посетителей, называется «фронт-офисом» (front-office). Официант вводит заказ на POS-терминале с контактным экраном и интерфейсом, формируемым программой. Сформированный заказ сразу отправляется на кухню и распечатывается у повара в виде марки заказа со штрих-кодом. Когда блюда приготовлены, повар считывает сканером марку заказа, что служит сигналом готовности для официанта.
Счёт предоставляется посетителю системой автоматизации в виде пречека с подробной распечаткой всех блюд, услуг и с другой полезной информацией. В настоящее время уже и в России распечатанный пречек является составляющей стандарта качества обслуживания.
Бэк-офисом (back-office) принято называть рабочее место системы автоматизации, пользователю которого доступны все компоненты системы. Это рабочее место руководителя предприятия, управляющего, экономиста, кладовщика, менеджера, администратора, бухгалтера и других сотрудников офиса.
Так, например, автоматизация производства помогает шеф-повару формировать меню, прейскурант и т. д. Калькулятору даёт возможность расчета стоимости блюд и их экономические показатели. При автоматизации склада и логистики становится значительно проще осуществлять функции менеджеров, ответственных за закупки, прием и хранение продуктов и полуфабрикатов.
Помимо того, что бэк-офис позволяет менеджерам осуществлять операционное управление предприятием, управляющему становится доступна полная информация, на основе которой он имеет возможность оценить экономическую эффективность своего заведения.
Для сотрудников всех уровней, владельцев бизнеса, комплекс автоматизации предоставляет множество возможностей, которые не просто облегчают жизнь, а в принципе меняют стиль работы. Основой всех систем автоматизации ресторанов является механизм отчётов, гибкость которого в значительной мере определяет эффективность системы для ресторатора. Вместе с тем, отчёты — не только средство контроля, но и инструмент сбора маркетинговой информации.
Автоматизация ресторанов является в чистом виде прикладной задачей. Поэтому успех разработчиков систем зависит не только, и может быть не столько, от умения программировать, сколько от знания предметной области, то есть ресторанного бизнеса. Соответственно, лидирующее положение на рынке занимают компании, которые начали свои разработки более 10 лет назад и успели накопить обширный опыт работы с предприятиями общепита, отладить свои продукты до совершенства.

## История
Бизнес-процессы предприятий общественного питания хорошо поддаются формализации и, соответственно, компьютерной автоматизации. При этом основных схем функционирования предприятий общепита всего несколько — классический ресторан, кафе, бар, фаст-фуд, самообслуживание. Все схемы используют бизнес-операции из единого набора: получение заказа, приготовление блюд, расчёт с клиентом; плюс операции бэк-офиса: склад, поставки, бухгалтерия и другие. В этот же набор вписываются многие предприятия индустрии развлечений — бильярдные залы, боулинг-клубы и подобные заведения с временно́й тарификацией развлекательных услуг и сопряжением с ресторанными услугами.
Эволюционный путь компьютеризации ресторанов шёл от отдельных универсальных программ бухгалтерского учёта, складских операций и управления контрольно-кассовым оборудованием. Следующий этап развития состоял в автоматизации всех бизнес-процессов с помощью единого программного обеспечения, теперь уже специально построенного под ресторанный бизнес. Туда же стали добавляться функции, ранее не подлежавшие автоматизации, например, приём заказа, инвентаризация и другие. Так возникли специализированные системы автоматизации ресторанного бизнеса, которые со временем доказали свою эффективность.
Одной из первых собственную стратегию автоматизации разработала и внедрила японская сеть суши-ресторанов Kura. В 262 ресторанах сети роботы помогают готовить суши, официантов заменили конвейерные ленты. Специальная система следит за длительностью нахождения тарелок на ленте и автоматически убирает их по истечении определённого времени. Клиенты ресторана заказывают блюда с помощью сенсорных панелей, а закончив есть, опускают пустые тарелки в специальное отверстие рядом со столом. Система автоматически формирует счет, моет посуду и возвращает её на кухню. Управление ресторанами сети ведется из единого центра, из которого можно в удаленном режиме контролировать практически все аспекты работы отдельных точек. Благодаря переходу к бизнес-модели, основанной на автоматизации, Kura удалось снизить стоимость тарелки суши до ¥100 (около $1), что дает ей огромное преимущество перед конкурентами .
Потребность в автоматизации была осознана российскими рестораторами с заметным отставанием от Запада. Дело было не только в обычном технологическом отрыве развитых стран (digital divide). Становление ресторанного бизнеса в России происходило в 90-х годах, когда в силу целого ряда социальных, экономических и политических условий автоматизация ресторанов и кафе была проблематична и не вызывала достаточной мотивации у рестораторов. К числу этих условий, например, можно отнести неустойчивость законодательной базы в сфере торговли и налогообложения, высокий уровень безработицы, позволявший владельцам заведений в случаях, в частности, недостачи компенсировать её за счёт зарплаты всего персонала, и многие другие обстоятельства.
В то же время в развитых странах автоматизация уже стала стандартом ресторанного бизнеса, его необходимым компонентом. По мере стабилизации ситуации в России к отечественным рестораторам также стало приходить понимание конкурентных преимуществ автоматизации. Возник спрос на данные разработки.
Локомотивом продвижения и популярности систем автоматизации среди рестораторов первоначально была способность этих систем резко снижать воровство со стороны персонала. Воровство было бичом общепита ещё с советских времён. Потери владельца бизнеса из-за хищений могли доходить до 20 % дохода и более. В литературе описаны случаи, когда персонал по различным схемам расхищал половину и даже всю выручку ресторана, делая его нерентабельным и разоряя владельца.